# Карпенко Анастасія Валеріївна
Анастасія Валеріївна Карпенко (нар. 9 березня 1983, Київ, УРСР, СРСР) — українська акторка, відома за ролями кардіохірурга Оксани Ковальчук у телесеріалі «Лікар Ковальчук» та Дани Романової у телесеріалі «За три дні до кохання».

## Життєпис
Народилася 9 березня 1983 р. в Києві. Має рідного брата Єгора.
У 2006 р. закінчила Київський державний університет театру, кіно і телебачення ім. Карпенка-Карого, майстерня Е. М. Митницького. 
З 2004 р. — акторка Київського театру драми і комедії на лівому березі Дніпра.

## Особисте життя
Була одружена з українським актором О. Тритенком.
Займаєтеся класичним і тайським боксом

## Театр
Київський академічний театр драми і комедії на лівому березі Дніпра
- «Глядачі на виставу не допускаються!» Майкла Фрейна[en]; режисер-постановник: Юрій Одинокий, роль —Поппі Нортон, помічниця режисера
- «Дикун» Алехандро Касони; режисер-постановник: Олексій Лісовець, роль —  Марга
- «Три сестри» Антона Чехова; режисер-постановник: Едуард Митницький, роль — Маша
- «Повернення блудного батька»; режисер-постановник: Ілля Ноябрьов, роль — Сестра[5]
- «Таємниці королівського палацу» Леоніда Жуховицького; режисер-постановник: Катерина Степанкова, роль — Принцеса
- «Спокусити, але не закохатися» Едварда Радзінського; режисер-постановник: Максим Михайличенко, роль — жінка Дон Жуана
- «Ромео і Джульєтта» Вільяма Шекспіра; режисер-постановник: Олексій Лісовець, роль — жінка сім'ї Капулеті
- «Рогоносець» Фернана Кроммелінка; режисер-постановник: Олексій Лісовець, роль — Корнелія
- «26 кімнат ...» Антона Чехова; режисер-постановник: Едуард Митницький, роль — Юлія Степанівна
- «Голубчики мої! ..» за творами Федора Достоєвського та Олександра Володіна; режисер-постановник: Юрій Погребничко, роль — Дуняша (Авдотья Романівна)
- «Небезпечні зв'язки» П'єра Шодерло де Лакло; режисер-постановник: Андрій Білоус, роль — Мадам де Турвель, Сесіль де Воланж
- «Дрібний біс» Федора Сологуба; режисер-постановник: Олексій Лісовець, роль — Валерія
- «Не все коту масляна» Олександра Островського; режисер-постановник: Олексій Лісовець, роль — Агнічка, Меланія[6]
- «Річард III» Вільяма Шекспіра; режисер-постановник: Андрій Білоус, роль — Леді Анна
- «Граємо Чонкіна» за романом Володимира Войновича «Життя і незвичайні пригоди солдата Івана Чонкіна»; режисери-постановники: Олександр Кобзар і Андрій Самінін, роль — Раїса, Капітоліна
- «Сірано де Бержерак» Едмона Ростана; режисер-постановник: Андрій Білоус, роль — Роксана

## Фільмографія
| Рік       |    | Українська назва                           | Оригінальна назва                           | Роль                                 |
| --------- | -- | ------------------------------------------ | ------------------------------------------- | ------------------------------------ |
| 2024      | ф  | «Перевізниця»                              |                                             | Лідія                                |
| 2024      | ф  | «Під вулканом»                             | Pod wulkanem                                | Настя                                |
| 2022      | ф  | «Я і Фелікс»                               |                                             | мама Ольга                           |
| 2022      | ф  | «Як там Катя?»                             |                                             | Анна, головна роль                   |
| 2018      | с  | «Дім надії»                                | рос. Дом надежды                            | Надія, головна роль                  |
| 2018      | с  | «За три дні до кохання»                    | рос. За три дня до любви                    | Дана Романова, головна роль          |
| 2018      | с  | «Свідки»                                   | рос. Свидетели                              | епізодична роль                      |
| 2017—2018 | с  | «Лікар Ковальчук»                          |                                             | Оксана Ковальчук, головна роль       |
| 2017      | с  | «Що робить твоя дружина?»                  | рос. Что делает твоя жена?                  | Вікторія Шаповал                     |
| 2017      | с  | «Танець метелика»                          | рос. Танец мотылька                         | Еліна                                |
| 2017      | с  | «Слуга народу-2. Від любові до імпічменту» | рос. Слуга народа-2. От любви до импичмента | Яна Клименко, опозиційна журналістка |
| 2017      | ф  | «Казка про гроші»                          |                                             | Катря                                |
| 2016      | с  | «Підкидьки»                                | рос. Подкидыши                              | Соня                                 |
| 2016      | с  | «На лінії життя»                           | рос. На линии жизни                         | Ганна                                |
| 2016      | с  | «Чуже життя»                               | рос. Чужая жизнь                            | Ніна                                 |
| 2016      | с  | «Друге життя»                              | рос. Вторая жизнь                           | Ольга, головна роль                  |
| 2015      | с  | «Слуга народу»                             | рос. Слуга народа                           | Яна Клименко, опозиційна журналістка |
| 2015      | кф | «Хлам»                                     |                                             | головна роль                         |
| 2014      | с  | «Гречанка»                                 | рос. Гречанка                               | Марина                               |
| 2014      | с  | «Все повернеться»                          | рос. Всё вернётся                           | Таня                                 |
| 2012      | с  | «Жіночий лікар»                            | рос. Женский доктор                         | Христина Полікарпова                 |
| 2012      | с  | «Генеральська невістка»                    | рос. Генеральская сноха                     | Галя                                 |
| 2011      | с  | «Лють»                                     | рос. Ярость                                 | медсестра                            |
| 2011      | с  | «Темні води»                               | рос. Тёмные воды                            | Люся                                 |
| 2010      | с  | «Брат за брата»                            | рос. Брат за брата                          | епізодична роль                      |
| 2008      | с  | «За все тобі дякую-3»                      | рос. За все тебя благодарю-3                | епізодична роль                      |
| 2007      | ф  | «Фабрика щастя»                            | рос. Фабрика счастья                        | епізодична роль                      |
| 2007      | с  | «Третій зайвий»                            | рос. Третий лишний                          | епізодична роль                      |
| 2006      | с  | «Вовчиця»                                  | рос. Волчица                                | епізодична роль                      |
| 2005—2006 | с  | «Леся + Рома»                              |                                             | епізодична роль                      |
| 2004      | с  | «Попіл Феніксу»                            | рос. Пепел Феникса                          | епізодична роль (немає у титра)      |
| 2002—2006 | с  | «Зречення»                                 |                                             |                                      |